# Aparasphenodon
Aparasphenodon era um gênero de anfíbios da família Hylidae.
Até 2014, as seguintes espécies eram reconhecidas:
- Aparasphenodon arapapa Pimenta, Napoli & Haddad, 2009
- Aparasphenodon bokermanni Pombal, 1993
- Aparasphenodon brunoi Miranda-Ribeiro, 1920
- Aparasphenodon pomba Assis, Santana, Silva, Quintela & Feio, 2013
- Aparasphenodon venezolanus (Mertens, 1950)

Em 2021, um estudo filogenético redefiniu o gênero Nyctimantis e incluiu nele todas as espécies anteriormente classificadas como Aparasphenodon, com exceção de uma: Ap. venezolanus foi transferida para o gênero Trachycephalus. Assim, o gênero Aparasphenodon passou a ser tratado como sinônimo de Nyctimantis, e por isso não deve ser usado.